# Заманкул (гора)
Заманкул (осет. Заманхъулы бæрзонд) — горная вершина в Северной Осетии (Россия), в Предкавказье. Высота — 926,3 м, высочайшая вершина Сунженского хребта. Расположена в грабово-буковых лесах, на территории Кировского района, к северу от одноимённого села.